# Crazy Rally
Crazy Rally è un simulatore di guida arcade edito da Tecfri nel 1985.

## Modalità di gioco
Crazy Rally, come Monaco GP della Sega o Road Fighter della Konami, è caratterizzato da una prospettiva dall'alto. Si usano due pulsanti. Il pulsante A è usato come acceleratore di marcia bassa mentre il pulsante B come acceleratore di marcia alta. L'obiettivo primario è finire l'unico percorso presente prima che scada il tempo. I punti vengono assegnati mentre il giocatore corre attraverso tre checkpoint con sfide diverse. Man mano che la sessione procede, le auto e le moto rivali controllate dal computer diventano più veloci, la strada si restringe e si dovrà evitare la collisione coi molti veicoli che provengono da davanti, tra cui ambulanze e camion dei pompieri.
Il carburante della vettura è la barra della vita del giocatore e il tempo è fondamentale per mantenerlo alto. Il mezzo può schiantarsi quante volte vuole e vincere comunque la gara, ma se il tempo scade, l'indicatore del carburante inizia a bruciare molto velocemente e se viene consumato del tutto è game over.